# Armata Strigoi
„Armata Strigoi” este o melodie a grupului german de power metal Powerwolf lansată pe 5 iunie 2015. A fost primul single lansat de pe albumul Blessed & Possessed (română Binecuvântat și Posedat).
Videoclipul muzical a fost lansat pe YouTube pe 2 iunie 2015.
Cântecul este despre atacul de noapte a lui Vlad Țepeș, el și oamenii lui fiind comparați cu strigoii, de unde și numele cântecului: armata de strigoi. 